# Sexmo de Valdemoro
El sexmo de Valdemoro fue una división administrativa castellana medieval perteneciente a la Comunidad de Ciudad y Tierra de Segovia existente entre 1190 y 1833, siendo en la actualidad una distribución histórica sin forma legal.La cabeza del sexmo corresponde al municipio homónimo.

## Historia
Tras la Reconquista, las disputas entre los obispos de Segovia y Palencia se resuelven en 1190 mediante un privilegio del rey Alfonso VIII de Castilla que crea el sexmo, dependiente de Segovia, y que incluía los términos de las actuales localidades madrileñas de Chinchón, Titulcia, Villaconejos, Valdelaguna, San Martín de la Vega y Ciempozuelos, y la toledana de Seseña.

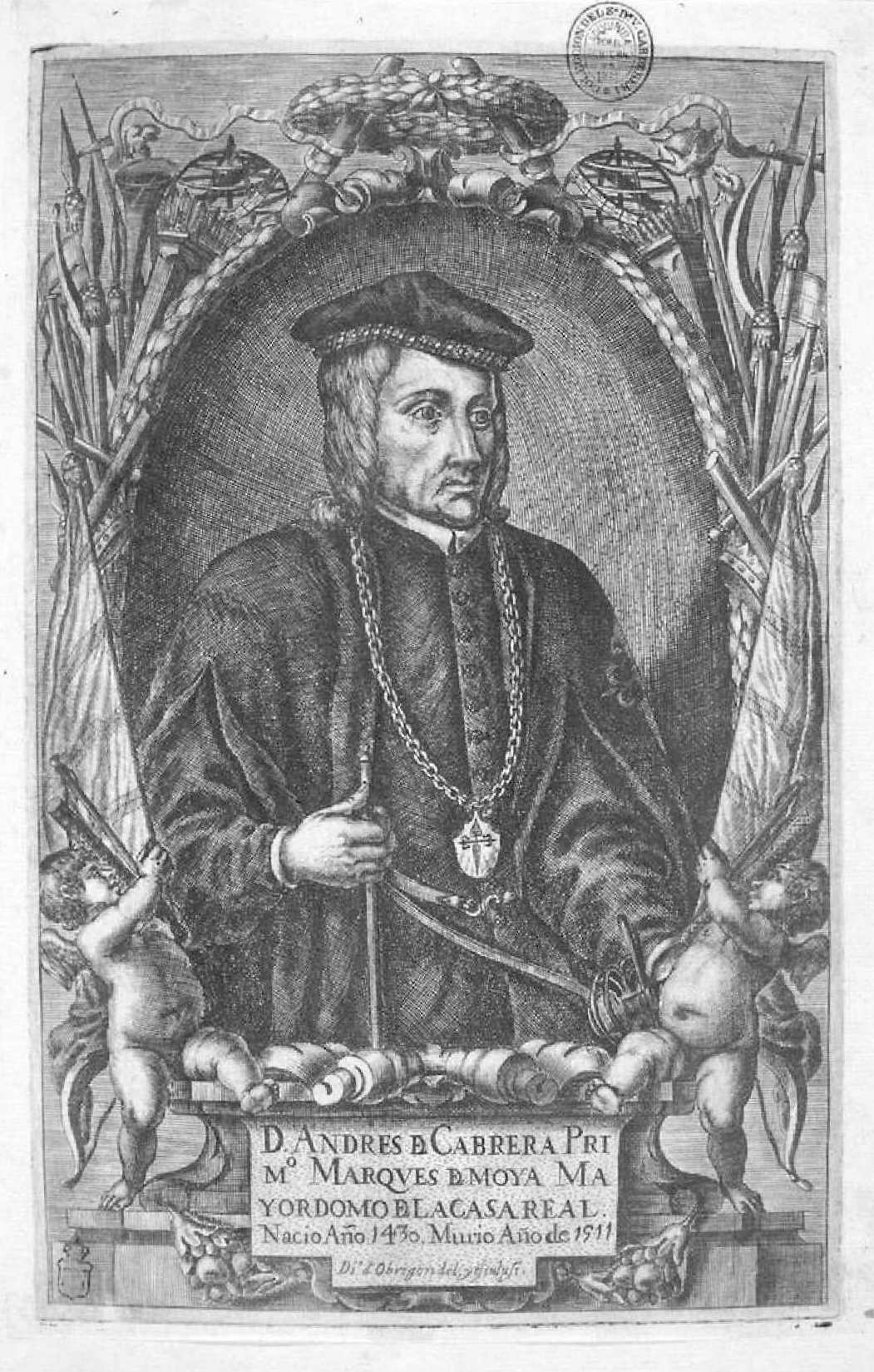
Retrato de Andrés de Cabrera, que recibe en su Señorío el Sexmo de Valdemoro de manos de los Reyes Católicos

Los Reyes Católicos enajenan este sexmo de la Comunidad de Ciudad y Tierra de Segovia, junto con el de Casarrubios, mediante real cédula dada en Toledo el 20 de julio de 1489 en favor del señorío de Andrés de Cabrera y Beatriz de Bobadilla, primeros marqueses de Moya. La ciudad de Segovia se opuso a esta desmembración y movió varios pleitos demandando la supresión de la real cédula.
El 9 de mayo de 1520 Carlos I incluye este señorío en el condado de Chinchón para Fernando de Cabrera y Bobadilla. El 12 de junio de 1592 se firmó una concordia entre la ciudad de Segovia y Diego Fernández de Cabrera y Bobadilla, III conde de Chinchón, que ponía fin a los litigios y fue confirmada por el rey Felipe II en Illescas el 29 de mayo del mismo año y en San Lorenzo de El Escorial el 17 de julio de 1793.
En el siglo XIX, con la supresión de mayorazgos y la división en provincias de 1833 de Javier de Burgos, el Sexmo queda definitivamente extinguido como unidad administrativa, quedando todas las poblaciones que lo formaban integradas en la región de Castilla la Nueva, Seseña en la provincia de Toledo y el resto en la provincia de Madrid. Esta distribución del Sexmo prevalecerá con la creación de las Autonomías en 1978 y la desaparición de la región de Castilla la Nueva, pasando Madrid a ser Comunidad Autónoma y Toledo a integrarse en la de Castilla-La Mancha. Los municipios de San Martín de la Vega y de Valdelaguna llevan las armas del Marqués de Moya en su escudo, este mismo escudo de Valdelaguna lleva además las de Segovia, todo ello como recuerdo de estas circunstancias históricas.